# ジャック・ボブリッジ
ジャック・ボブリッジ（Jack Bobridge、1989年7月13日 - ）は、オーストラリア、アデレード出身の自転車競技選手。

## 経歴
ジュニア時代からトラックレースとロードレースの兼用選手として活躍した。2009年よりガーミン・トランジションズに所属しプロ入り。2010年以降は関節リウマチの診断を受け、UCI規約に則っとりTUE（治療使用特例）を申請して疾患の治療目的でプレドニゾロンの投与を行いながら競技に参加した。2011年にはトラックレースの個人追い抜きで4分10秒534の世界記録を達成した。プロチームはオリカ・グリーンエッジやベルキンプロサイクリングにも所属し、2015年からはUCIコンチネンタルチームのバジェット・フォークリフツに所属し、リオ五輪のトラックレースに向けたトレーニングに注力していた。同年、アワーレコードに挑戦したが、当時の記録保持者マティアス・ブランドルの記録51.852kmに552m足りない51.300kmに終わった。2016年はトレック・セガフレードに移籍し、オーストラリアチャンピオンを獲得した。またリオオリンピックでは団体追い抜きでロンドンオリンピックに続く2度目の銀メダルを獲得し、4度目の参加となったジロ・デ・イタリアではグランツール初完走を達成した。しかしリウマチによる症状は悪化しており、ハンドルが握れないほどの強い症状に苦しむような状態になっていた。2016年11月、リウマチによる疼痛が強くなったために現役を引退することが表明された。

## 主な戦績

### 2006年
- ジュニア世界選手権自転車競技大会・団体追い抜きにおいて、リー・ハワード、キャメロン・マイヤー、トラヴィス・マイヤーとのカルテットで優勝。

### 2007年
- ジュニア世界選手権自転車競技大会・団体追い抜きにおいて、リー・ハワード、トラヴィス・マイヤー、グレン・オシェイとのカルテットで優勝。

### 2008年
- UCIトラックワールドカップ2007-2008
  - ロサンゼルス - 団体追抜 優勝
- UCIトラックワールドカップ2008-2009
  - メルボルン - 団体追抜 & 個人追抜 優勝

### 2009年
- オーストラリア選手権
  - 個人追抜 優勝
  - 個人ロードレース U23部門 優勝
  - 個人タイムトライアル(ITT) U23部門 優勝
- ロードレース世界選手権・U23部門個人タイムトライアル優勝
- トラックレース世界選手権
  - 個人追抜2位
  - 団体追抜2位
- ツアー・オブ・ジャパンの南信州ステージと伊豆ステージで優勝、総合7位[1]。

### 2010年
- ガーミン・トランジションズ（現 ガーミン・サーヴェロ）と契約を結んでプロ転向。
- オーストラリア選手権
  - 個人追抜 優勝
  - 団体追抜 優勝
  - ポイントレース 優勝
- 世界選手権
  - 個人追い抜き3位
  -  団体追い抜きでは、ロハン・デニス、マイケル・ヘップバーン、キャメロン・マイヤーとのカルテットで優勝に貢献。
- エネコ・ツアー 区間1勝(第5)
- コモンウェルスゲームズ
  - 個人追抜 優勝
  - 団体追抜 優勝
- UCIトラックワールドカップ2010-2011
  - メルボルン - 団体追抜 優勝

### 2011年
- オーストラリア選手権
  - 個人ロードレース 優勝
  - マディソン 優勝
  - 個人追抜 優勝
- トラックレース世界選手権
  -  団体追抜 優勝（+ ロハン・デニス、ルーク・ダーブリッジ、マイケル・ヘップバーン）
  -  個人追抜 優勝
- ロードレース世界選手権・ITT 5位

### 2012年
- グリーンエッジに移籍。
- UCIトラックワールドカップ2011-2012
  - ロンドン - 団体追抜 優勝
- トラックレース世界選手権
  - 団体追抜 2位
  - 個人追抜 2位
- ロンドンオリンピック・団体追抜 2位[1]

### 2015年
- 世界選手権自転車競技大会トラックレース 個人追抜 2位

### 2016年
- リオデジャネイロオリンピック・団体追抜 2位[1]